# Одноквітка звичайна
Однокві́тка звича́йна (Moneses uniflora) — багаторічна трав'яниста рослина з монотипного роду одноквітка (Moneses) родини вересових.

## Поширення

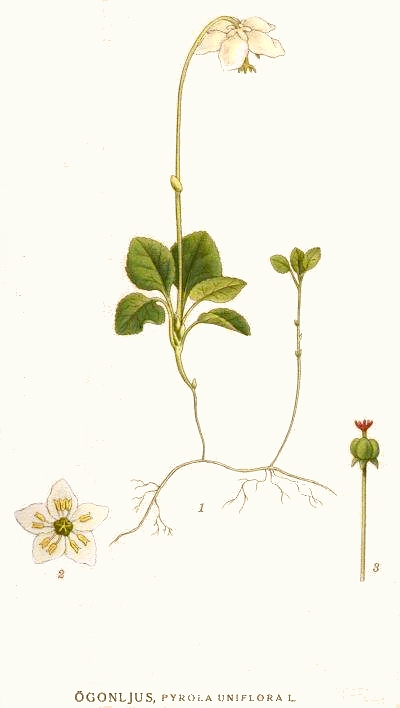

Має широкий ареал і росте в холодному та помірному кліматичному поясах Північної півкулі. Зустрічається в Арктиці, більшій частині Європи, на Кавказі, в Сибіру та на Далекому Сході, Середній Азії, Японії, Кореї та Китаї, на Тайвані та у Північній Америці. Росте на вологих місцях у темних хвойних та змішаних, зрідка у листяних лісах.

## Ботанічний опис
Має повзуче кореневище та коротке пряме стебло висотою 5-15 сантиметрів. Листя округлояйцеподібне або практично округле, крайчики зубчасто-пильчасті, з черешками, шкірясті в розетці. Листя приблизно вдвічі довше за черешок. Квітка лише одна, біла, спершу поникла, а потім піднесена. В Україні квітне в червні-липні. Чашолистки яйцеподібно-округлі, війчасті. Широкорозкритий білий віночок 15-20 міліметрів діаметром. Прямий, у 1,5-2,5 рази довший за тичинки, стовпчик з п'ятироздільною приймочкою. Тичинки сидять по дві навкруги стовпчика. Пиляки з довгими ріжками. Плід — прямостояча, округла п'ятигніздна коробочка діаметром 6-8 міліметрів.
Насіння проростає лише за наявності у ґрунті мікоризоутворюючого гриба. Молодий проросток може кілька років жити в ґрунті як сапрофіт, але врешті восени на кореневищі формуються бруньки з яких потім розвиваються зелені наземні пагони.

## Використання
Одноквітку звичайну використовують в народній медицині. Збирають її під час цвітіння. В траві містяться: арбутин, еріколін, тритерпеноїди, ірідоїди, стероїди, фенолкарбонові кислоти, нафтахінон хімафілін та андромедотоксиноподібна отруйна речовина.